# آتلي روار هالاند
آتلي روار هالاند (بالنرويجية البوكمول: Atle Roar Håland)‏ هو لاعب كرة قدم نرويجي في مركز الدفاع، ولد في 26 يوليو 1977 في Kvinesdal ‏ في النرويج. شارك مع منتخب النرويج لكرة القدم. أما مع النوادي، فقد لعب مع آرهوس جمناستيك فورينينغ ونادي أودنسه ونادي ستارت ونادي فوليرينغا.

## وصلات خارجية
- آتلي روار هالاند على موقع اتحاد النرويج (النرويجية)
- آتلي روار هالاند على موقع قاعدة بيانات كرة القدم.إي يو (الإنجليزية)
- آتلي روار هالاند على موقع ناشيونال فوتبول تيمز (الإنجليزية)
- آتلي روار هالاند على موقع Soccerway.com (الإنجليزية)